# Parafia św. Jodoka w Suchej Psinie
Parafia pw. św. Jodoka w Suchej Psinie – parafia rzymskokatolicka znajdująca się w Suchej Psinie. Należy do dekanatu Kietrz diecezji opolskiej.

## Historia
Parafia należała pierwotnie do diecezji ołomunieckiej. Od 1706 obejmowała również Czerwonków. W wyniku I wojny śląskiej w 1742 znalazła się na terenie Prus i tzw. dystryktu kietrzańskiego. W 1863 liczyła 1553 katolików i 10 niekatolików, niemieckojęzycznych, ponadto 5 żydów. W 1972 powstała diecezja opolska, co zakończyło okres formalnej przynależności do archidiecezji ołomunieckiej.